# 王文幹
王 文幹（おう ぶんかん、生没年不詳）は、モンゴル帝国に仕えた漢人将軍の一人。大名府南楽県の出身。父は王珍。

## 概要
王文幹は騎射に優れた人物で、父の王珍が亡くなった後に行軍万戸の地位を承襲した。1258年（戊午）より第4代皇帝モンケ・カアンの南宋親征が始まると、東平路行軍万戸厳忠済・保定軍民万戸張柔・真定万戸史権・曲陽行軍万戸邸浹・山東行尚書省兵馬都元帥張宏・水軍万戸解誠・水軍万戸張栄実らとともに皇弟クビライ率いる軍団に属した。1259年（己未）、モンケ・カアンが急死するとクビライは友軍を救うために南下して鄂州を包囲し、この時の戦闘で王文幹は矢を受けながら先に城壁を登る活躍を見せた。この戦功により、良馬・金帛を下賜されている。中統3年（1262年）には李璮の乱鎮圧のため哈必赤率いる討伐軍に属し、叛乱鎮圧後に哈必赤は戦功により王文幹に官賞を授けようとした。しかし、王文幹は「秩（官位）を増やしても栄誉が一身に及ぶだけですが、金を賜れば恩が麾下に及びます」と述べて官位でなく物品を賜るよう望み、白金二千両・器皿百事・雜綵数百縑などが下賜されると、前言通り軍中に分け与えたという。
同年、李璮の乱の反省を踏まえてクビライは漢人世侯を解体することを決め、その一環として父子兄弟が同じ職に就くことを禁じた。王文幹の弟の王文礼はこのために千戸職を失う所であったが、王文幹は自らの地位を解く代わりに王文礼を留任することを願い出、このために王文幹は武官の地位を失った。その後、文官として同知大名路総管府事、河東山西道提刑按察副使などを歴任し、また過去の鄂州での功績により僉東川行枢密院事に昇格となった。そこから更に全州・衛輝・東平の総管、江東建康道提刑按察使を歴任したが、在職のまま58歳にして亡くなった。王文幹は質素な生活を心がけていたため、亡くなった時に銭は7緡しか残されておらず、人々は王文幹の清貧を改めて褒め称えたという。